# Moruga wallaceae
Moruga wallaceae is een spinnensoort uit de familie Barychelidae. De soort komt voor in Queensland.